# دیگو پارینی
دیگو پارینی (انگلیسی: Diego Parini؛ زادهٔ ۱۶ ژانویهٔ ۱۹۹۸) بازیکن فوتبال است.
از باشگاه‌هایی که در آن بازی کرده‌است می‌توان به باشگاه فوتبال جیمناسیا لاپلاتا اشاره کرد.